# 메리다주

메리다 주의 위치

메리다주(스페인어: Estado Mérida)는 베네수엘라 서부에 위치한 주로 주도는 메리다이며 면적은 11,300km2, 인구는 843,800명(2007년 기준)이다. 1901년에 신설되었으며 23개 지방 자치체를 관할한다. 북쪽으로는 트루히요 주, 남쪽으로는 타치라 주, 동쪽으로는 바리나스 주, 서쪽으로는 술리아 주와 접한다.

## 같이 보기
- 베네수엘라의 주